# Leucușești, Suceava
Leucușești este un sat în comuna Preutești din județul Suceava, Moldova, România.

## Istoric
Leucușeștiul este situat în nord-estul Romaniei, 47 latitudine nordică și 26 longitudine estică la circa 9,4 km de Municipiul Fălticeni.
Satul s-a format in 1604 prin migrarea a patru familii, urmând ca pe 25 aprilie 1604 două din ele sa vânda o parte din el unuia numit Pătrașcu vrednic de Botoșani, care mai apoi sa dețină mare parte din moșie.

## Activităti specifice zonei
*legumicultură; 
*horticultură; 
*zootehnie.

## Evenimente locale
*obiceiuri și tradiții specifice sărbătorilor de iarnă 
*hramul Adormirii Maicii Domnului; 
*hramul Mănăstirii Sfântul Vasile cel Mare.

## Obiective turistice
*schituri bisericești; 
*biserici.
 Acest articol despre o localitate din județul Suceava este deocamdată un ciot. Puteți ajuta Wikipedia prin completarea lui.